# Nemo (Dateimanager)
Nemo ist der Dateimanager der Linux-Desktop-Umgebung Cinnamon. Er wurde von der Version 3.4 des Nautilus Dateimanagers abgespalten, da die Entwickler von Linux Mint Nautilus 3.6 „katastrophal“ fanden.
Der Name „Nemo“ stammt von Kapitän Nemo mit seinem U-Boot Nautilus aus dem Roman 20.000 Meilen unter dem Meer von Jules Verne.
Laut den Entwicklern sei niemand besser als „Nemo“ geeignet, um Nautilus in eine andere Richtung zu bewegen.

## Funktionsumfang und Ausstattung
Für die erste Version von Nemo wurden von den Entwicklern einige Funktionen implementiert, die Nemo von Nautilus 3.6 unterscheiden. Der wichtigste Unterschied ist, dass die in Nautilus 3.6 entfernten Funktionen wieder hinzugefügt wurden. Zudem wurden einige andere Funktionen hinzugefügt. Beispielsweise kann der Benutzer direkt aus dem Kontextmenü ein Terminal im aktuellen Verzeichnis oder ein neues Fenster mit Administrator-Rechten öffnen. Auch Tabs für die einfache Verwaltung mehrerer Verzeichnisse lassen sich nutzen.
Nemo lässt sich außerdem, wie Nautilus auch, durch zahlreiche Plugins erweitern, um zum Beispiel Ordner im Netzwerk über Samba freizugeben oder Dateien direkt im Dateimanager zu verschlüsseln oder zu komprimieren.